# Käkvivlar
Rhynchitidae är en familj av skalbaggar. Rhynchitidae ingår i överfamiljen Curculionoidea, ordningen skalbaggar, klassen egentliga insekter, fylumet leddjur och riket djur. Enligt Catalogue of Life omfattar familjen Rhynchitidae 1845 arter. 

## Bildgalleri

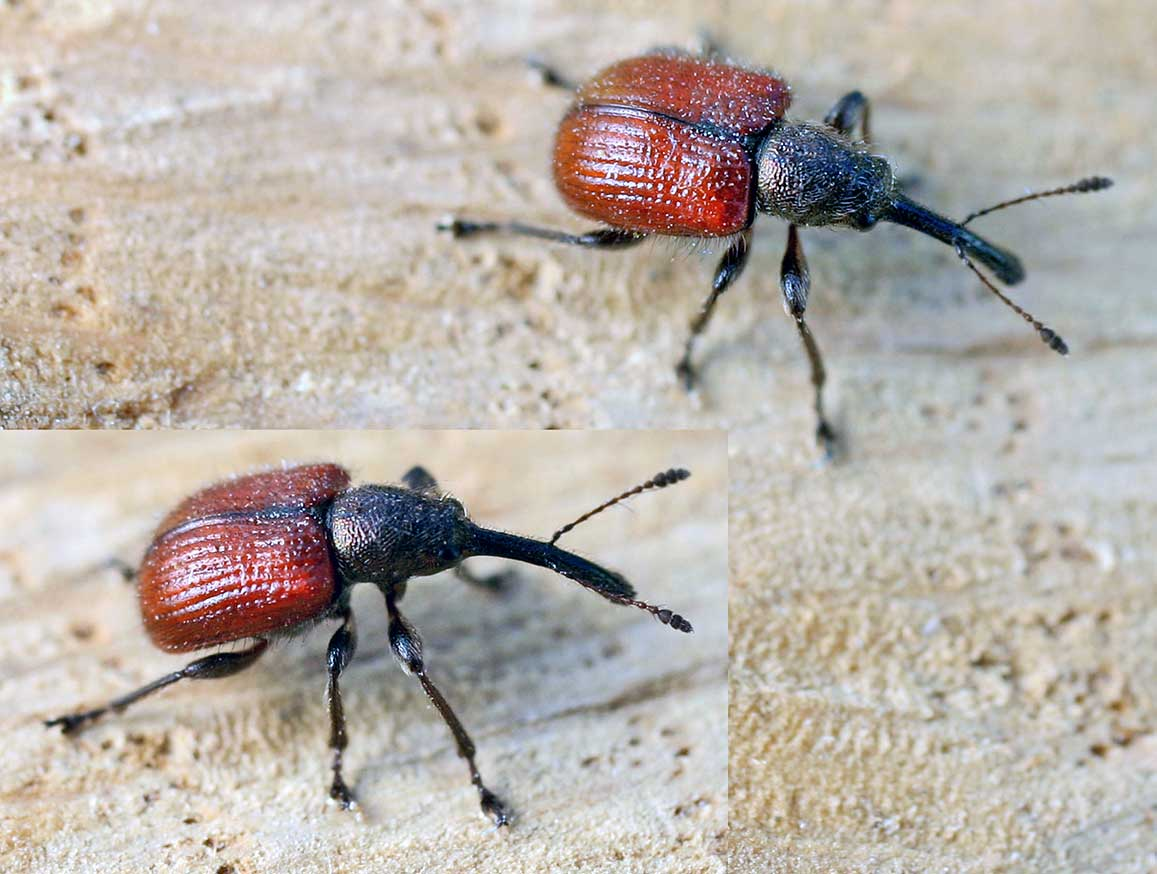
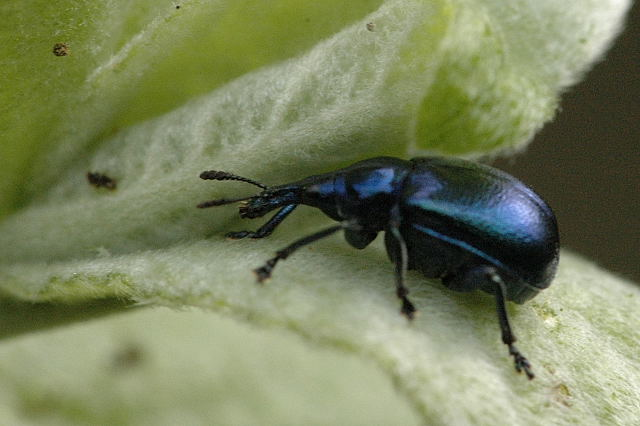

## Dottertaxa till Rhynchitidae, i alfabetisk ordning[1]
- Acritorrhynchites
- Adeporaus
- Aderorhinus
- Agilaus
- Anisomerinus
- Apotomus
- Apterocolus
- Auletanus
- Auletes
- Auletobius
- Auletorhinus
- Auletulus
- Byctiscidius
- Byctiscophilus
- Byctiscus
- Chokkirius
- Chonostropheus
- Coenorrhinophila
- Depasophilus
- Deporaus
- Dicranognathus
- Ecnomonychus
- Essodius
- Eugnamptidea
- Eugnamptus
- Hemilypus
- Involvulus
- Isothea
- Lasiorhynchites
- Listrobyctiscus
- Masteutes
- Mecorhis
- Merhynchites
- Metopon
- Minurophilus
- Minurus
- Neodeporaus
- Paradeporaus
- Philorectus
- Platyrynchus
- Proteugnamptus
- Pseudauletes
- Pterocolus
- Rhinocartus
- Rhynchites
- Rhynchitobius
- Salacus
- Scolocnemus
- Steganus
- Taiwanobyctiscus
- Temnocerus
- Teretrum
- Trypanorhynchus
- Tubicenus